# Sport au Haut-Karabagh
Le Sport au Haut-Karabakh est organisé par le ministère de la Culture et de la jeunesse. En raison de la non-reconnaissance du Haut-Karabakh, les équipes sportives du pays ne peuvent pas participer à des tournois internationaux.

## Histoire
Depuis l'Antiquité, les activités physiques occupent une place importante pour les autochtones. Les sports les plus courants étaient l'équitation, les jeux de balle, la boxe, la lutte gréco-romaine, le tir à l'arc et le lancer du javelot.

## Disciplines

### Football

Le stade de football de Stepanakert.

Le football est le sport le plus populaire dans le Haut-Karabakh. Stepanakert la capitale, possède un stade de football. Depuis le milieu des années 1990, les équipes de football du Karabakh ont commencé à prendre part aux compétitions nationales de la République d'Arménie. Le Lernayin Artsakh représente la ville de Stepanakert. 
La ligue de football du Haut-Karabagh a été lancée en 2009. 
L'Équipe du Haut-Karabagh de football a été formée en 2012 et a joué son premier match de compétition contre l'équipe nationale de football d'Abkhazie, un match qui a pris fin avec un résultat de match nul 1-1. Le match retour entre les équipes non reconnues a eu lieu au stade de Stepanakert, le 21 octobre 2012, lorsque l'équipe du Haut-Karabakh a battu l'équipe abkhaze 3-0.
Le Haut-Karabagh participe pour la première fois à une compétition internationale de football, la Coupe du monde de football ConIFA 2014 en Suède organisée par la Laponie. La sélection termine la compétition à la neuvième place, perdant ses 2 premières rencontres et remportant les 2 dernières.
Pour la première fois de son histoire, le Haut-Karabagh organise une compétition internationale de football, la Coupe d'Europe de football Conifa 2019. La sélection du Haut-Karabagh se classera cinquième du tournoi sur huit, avec trois victoires, un match nul et une défaite.

### Autre sports
D'autres sports sont pratiqués, y compris le basket-ball et volley-ball. La voile est pratiquée dans la ville de Martakert.

## Jeux panarméniens
Les équipes sportives et les athlètes du Haut-Karabagh participent également aux Jeux panarméniens organisées par la République d'Arménie.